# Til the Casket Drops
Til the Casket Drops — четвертий студійний альбом американського хіп-хоп дуету Clipse, випущений 10 листопада 2009 року лейблами Re-Up, Star Trak і Columbia Records. Продюсерами альбому виступили The Neptunes, а також Sean C і LV, DJ Khalil і Chin Injeti. Альбом отримав загалом позитивні відгуки критиків.
Після альбому Hell Hath No Fury Clipse покинули лейбл Jive Records. Їм вдалося укласти угоду з Columbia Records і продовжити роботу над новим альбомом. 1 грудня 2008 року вийшов мікстейп під назвою Road to Till the Casket Drops. Вони також запустили власну лінію одягу під назвою «Play Cloths». Це останній альбом Clipse перед їхнім розпадом у 2010 році. Pusha T продовжить успішну сольну кар’єру на лейблі GOOD Music Каньє Веста, а Malice прийме християнство. Пізніше він змінив свій сценічний псевдонім на No Malice і випустив свій сольний дебют Hear Ye Him у 2013 році.
Було випущено три офіційних сингли: «I'm Good» за участю Фаррелла, потім «All Eyes on Me» за участю Кері Гілсон і «Popular Demand (Popeyes)» за участю Cam'ron. Також для альбому був випущений рекламний сингл «Kinda Like a Big Deal» за уччастю Каньє Веста.
Til the Casket Drops дебютував на 46-му місці в чарті Billboard 200, і на 9-му в Top R&B/Hip-Hop Albums, продавши 31 000 копій за перший тиждень. Альбом розійшовся тиражем у 62 000 копій протягом першого місяця після виходу.

## Список композицій
| #   | Назва                                                     | Автор | Продюсер(и)           | Тривалість |
| --- | --------------------------------------------------------- | --- | --------------------- | ---------- |
| 1.  | «Freedom»                                                 | Deleno Sean Matthews Levar Coppin Gene Thornton Terrence Thornton David Potter Endle St. Cloud           | Sean C & LV           | 3:46       |
| 2.  | «Popular Demand (Popeyes)» (за участю Cam'ron & Pharrell) | Pharrell Williams G. Thornton T. Thornton Cameron Giles                                                  | The Neptunes          | 4:20       |
| 3.  | «Kinda Like a Big Deal» (за участю Kanye West)            | T. Thornton G. Thornton Kanye West Khalil Abdul-Rahman Pranam Injeti Rennard East                        | DJ Khalil Chin Injeti | 3:26       |
| 4.  | «Showing Out» (за участю Yo Gotti)                        | Williams G. Thornton T. Thornton Mario Mims                                                              | The Neptunes          | 3:38       |
| 5.  | «I'm Good» (за участю Pharrell)                           | Williams G. Thornton T. Thornton                                                                         | The Neptunes          | 4:21       |
| 6.  | «There Was a Murder»                                      | T. Thornton G. Thornton Abdul-Rahman Injeti Brian Honeycutt                                              | DJ Khalil Chin Injeti | 3:36       |
| 7.  | «Door Man»                                                | Williams G. Thornton T. Thornton                                                                         | The Neptunes          | 5:08       |
| 8.  | «Never Will It Stop» (за участю Ab Liva)                  | Matthews Coppin G. Thornton T. Thornton East                                                             | Sean C & LV           | 3:21       |
| 9.  | «All Eyes On Me» (за участю Keri Hilson)                  | Williams G. Thornton T. Thornton Keri Hilson                                                             | The Neptunes          | 3:50       |
| 10. | «Counseling» (за участю Nicole Hurst)                     | Williams G. Thornton T. Thornton Nicole Hurst Giancarlo Bigazzi Stephen Vincent Piccolo Raffaele Riefoli | The Neptunes          | 3:17       |
| 11. | «Champion»                                                | Williams G. Thornton T. Thornton                                                                         | The Neptunes          | 4:14       |
| 12. | «Footsteps»                                               | T. Thornton G. Thornton Abdul-Rahman Honeycutt Khaleef Chiles Daniel Tannenbaum                          | DJ Khalil             | 4:21       |
| 13. | «Life Change»                                             | Williams G. Thornton T. Thornton Kenna Zemedkun                                                          | The Neptunes          | 4:27       |

## Чарти

### Щотижневі чарти
| Чарт (2009)                            | Пікова позиція |
| -------------------------------------- | -------------- |
| США Billboard 200                      | 46             |
| США Top R&B/Hip-Hop Albums (Billboard) | 9              |

### Річні чарти
| Чарт (2010)                | Позиція |
| -------------------------- | ------- |
| США Top R&B/Hip-Hop Albums | 70      |